# Konrad Költer
Konrad Költer (* um 1465 in Eppingen) war von 1492 bis 1527 Rektor der Heilbronner Lateinschule. Er gilt als Förderer des Humanismus in der Reichsstadt Heilbronn und hat bedeutende Schüler hervorgebracht.
Sein genaues Geburtsdatum ist nicht bekannt. Er wuchs in Eppingen auf und besuchte die dortige Lateinschule. Er immatrikulierte sich am 8. Januar 1480 an der Universität Heidelberg, die er im Folgejahr als Baccalaureus wieder verließ. 1489 ist er nochmals an der Heidelberger Universität eingeschrieben, um sein Magisterexamen abzulegen. Danach kam er nach Heilbronn, wo er 1489 als Zeuge im Schulhaus erwähnt wurde und 1491 die Witwe des Ratsherrn Peter Kistenmacher heiratete. Im Jahr 1492 wurde Költer vom Rat der Stadt Heilbronn zum vierten Rektor der Heilbronner Lateinschule berufen. Als während der Pestwelle von 1493 der Schulbetrieb in Heilbronn ruhte, bildete sich Költer erneut in Heidelberg weiter. Bei seinen Aufenthalten in Heidelberg wurde Költer mit den Ideen des Humanismus vertraut, dessen Geist unter Költer auch in der Heilbronner Lateinschule einzog, die eine über die Stadt hinausreichende Bedeutung erlangte. Unter den Schülern waren in Költers 35-jähriger Amtszeit u. a. der spätere Botaniker Leonhart Fuchs und die vier späteren Reformatoren Philipp Melanchthon, Johannes Oekolampad, Erhard Schnepf und Johann Lachmann.